# Ирационално
Неразумно или ирационално је у психоанализи један од темељних појмова којим се објашњавају не само основне човекове страсти и нагони већ и његови највиши морални поступци. Овакво учење Фројда и следбеника о човековој неразумности битно је изменило дотадашњу слику о човеку као претежно разумном бићу. Човек се не руководи разумним и утилитарним начелима, већ принципом задовољства. Термин „неразумно” Јунг не употребљава само у смислу онога што је противно разуму, већ и „онога што се находи изван разума”. Поред појединачне неразумности психоаналитичари сматрају да такво понашање постоји и на нивоу група па и читавих колектива што је доказано у познатој поставци Фрома о потреби бекства од слободе или анализом различитих идеологија као што су фашистичка и друге.